# Dianthus deltoides
Dianthus deltoides es una herbácea de la familia de las cariofiláceas.

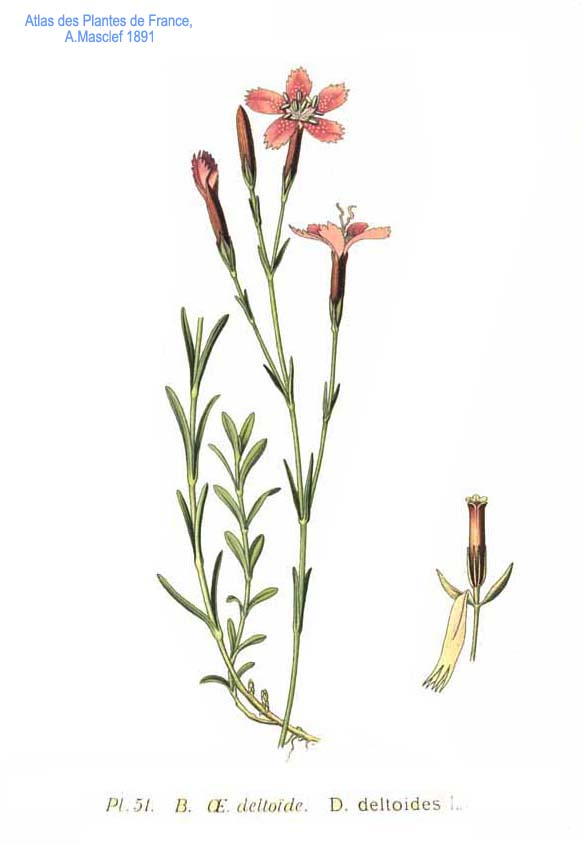
Ilustración

## Descripción
Planta vivaz, de 15 a 30 cm, algo cespitosa y enmarañada. Hojas lineares, pubescentes en los márgenes y nervio medio, romas las inferiores y las de los tallos no floríferos y puntiagudas las de los floríferos. Flores generalmente solitarias, de color rosa intenso con manchas pálidas y una banda basal oscura. Epicáliz con segmentos ovales, papiráceos en los bordes y la mitad de largos que el cáliz; éste es pubescente y casi cilíndrico. Florece durante el verano.

## Hábitat
Pastizales de montaña.

## Distribución
Europa.

## Taxonomía
Dianthus deltoides fue descrita por  Carlos Linneo   y publicado en Species Plantarum 1: 411. 1753
Citología
Número de cromosomas de Dianthus deltoides (Fam. Caryophyllaceae) y táxones infraespecíficos: 2n=30
Etimología
Dianthus: nombre genérico que procede de las palabras griegas Diós («de Zeus») y anthos («flor»), y ya fue citado por el botánico griego Teofrasto.
deltoides: epíteto latíno que significa "como la letra griega delta".
Sinonimia
- Caryophyllus deltoides Moench
- Caryophyllus glaucus Moench
- Cylichnanthus deltoides Dulac
- Dianthus albus Schkuhr ex Steud.
- Dianthus crenatus Gilib.
- Dianthus endressii Zahlbr. ex Conrath
- Dianthus glaucus L.
- Dianthus supinus Lam.
- Dianthus volgensis Ser.
- Silene deltoides E.H.L.Krause

subsp. degenii (Bald.) Strid
- Dianthus degenii Bald.	[5]

## Nombres comunes
- Castellano: clavelito o también clavelina.